# Pfarr- und Wallfahrtskirche Seefeld in Tirol

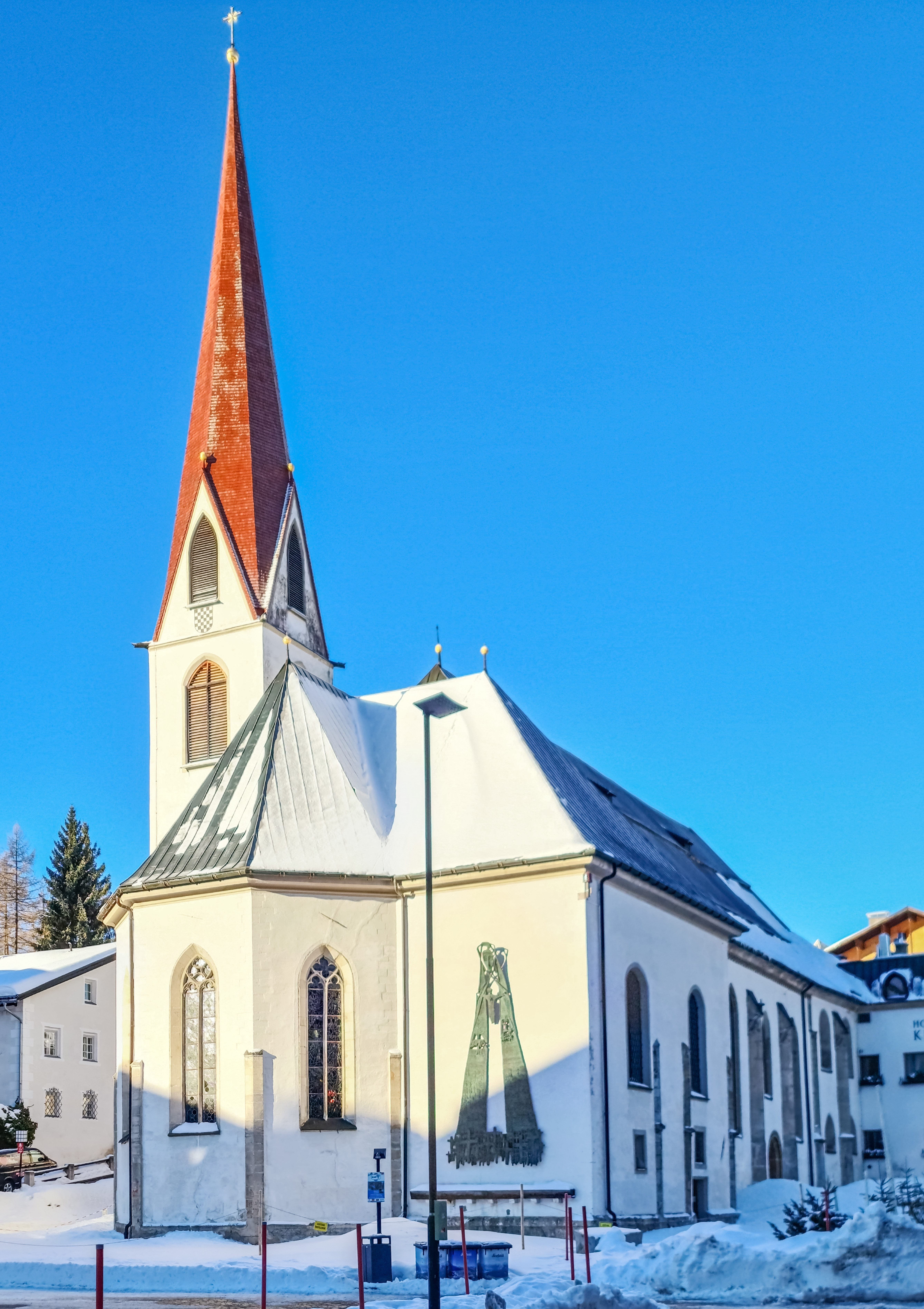
Katholische Pfarr- und Wallfahrtskirche hl. Oswald in Seefeld in Tirol

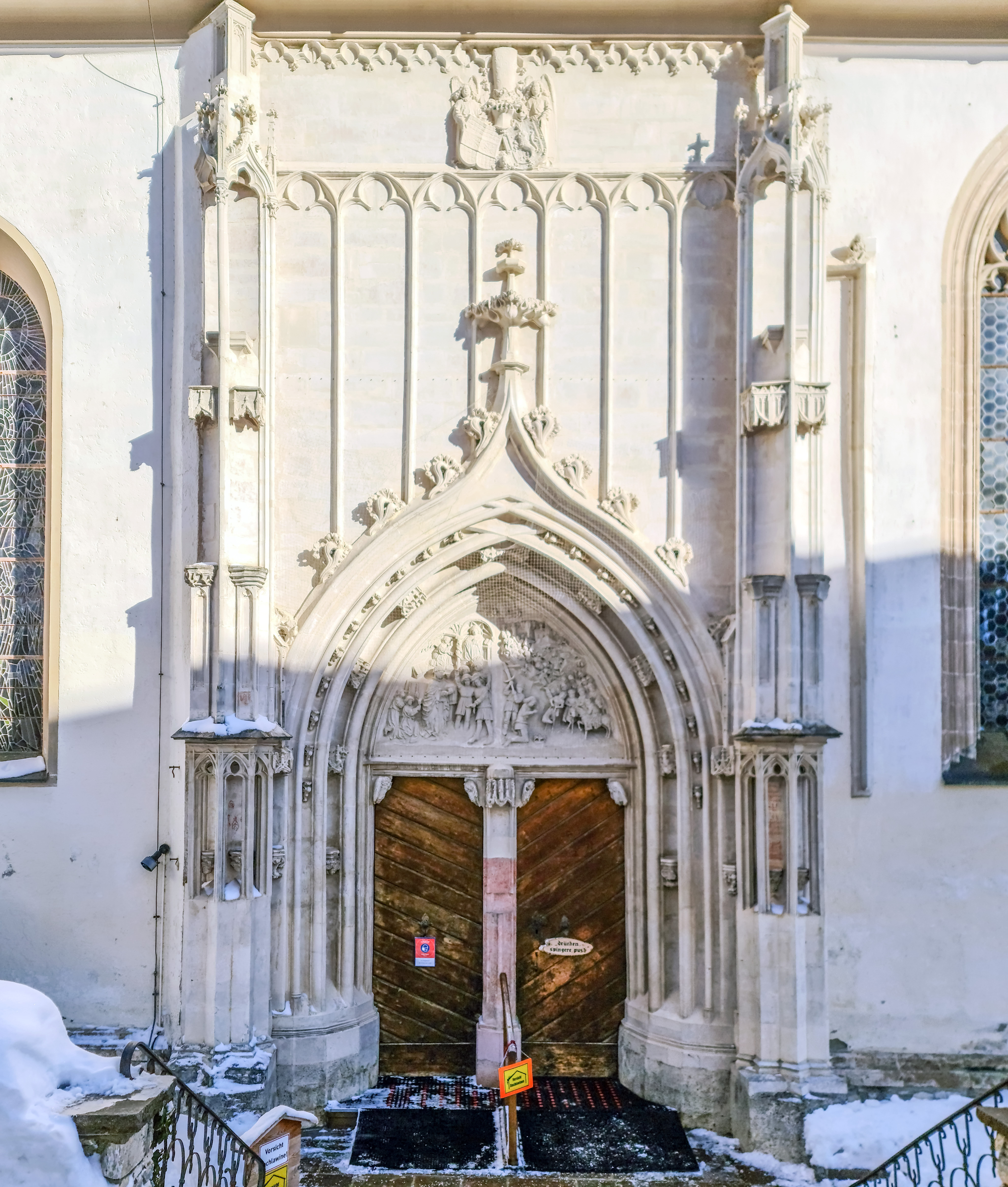
Das reich gegliederte und gerahmte Südportal

Langhaus, Blick zum Chor

Langhaus, Gewölbegliederung

Hochaltar

Heiligblutkapelle

Die Pfarr- und Wallfahrtskirche Seefeld in Tirol steht im Ortszentrum der Gemeinde Seefeld in Tirol im Bezirk Innsbruck-Land in Bundesland Tirol. Die dem Patrozinium hl. Oswald unterstellte römisch-katholische Pfarrkirche gehört zum Dekanat Telfs in der Diözese Innsbruck. Die Kirche und der ehemalige Friedhof stehen unter Denkmalschutz (Listeneintrag).

## Geschichte
1320 wurde eine Kirche genannt. Aufgrund eines Hostienwunders 1384 entwickelte sich eine Wallfahrt. 1431 wurde die Kirche zur Pfarrkirche erhoben.
Kaiser Maximilian I. stiftete 1516 ein Frauenkloster. 1604 erfolgte die Berufung der Augustiner-Eremiten. 1785 wurde das Kloster aufgehoben.
Der Chor wurde laut Inschrift 1429 vom Baumeister Stefan von Zirl (Notname) unter dem Herzog Friedrich mit der leeren Tasche begonnen und 1432 geweiht. Der Bau der Kirche wurde unter dem Herzog Siegmund der Münzreiche weitergeführt. Um 1463 wurde der Bau vom Baumeister Hans Reichartinger übernommen. 1465/1466 wurde das Langhaus gewölbt. 1604 wurde anlässlich des Ausbaues des Klosters das Langhaus um ein Joch nach Westen erweitert. 1950 war eine Restaurierung.

## Architektur
Die bedeutende spätgotische Staffelkirche mit einem Südturm ist von einem Friedhof umgeben. Westlich ist ein ehemaliger Klostertrakt angebaut.
Der Kirchenbau hat ein dreischiffiges Langhaus unter einem Satteldach und einen eingezogenen niedrigeren Chor mit einem polygonalen Schluss. Der Turm im südlichen Choreck hat spitzbogige Schallöffnungen und trägt einen Giebelspitzhelm. Nördlich am Chor steht ein zweigeschoßiger Anbau der Sakristei und Heiligblutkapelle. Die Strebepfeiler am Langhaus sind dreieckförmig und haben im oberen Abschluss ein Blendspitzbogenfeld mit Maßwerknasen. Der Chor zeigt bis zur halben Höhe Lisenen. Unter der Dachtraufe verläuft ein Blendarkadenfries. Das Nordportal ist rundbogig und profiliert.
Das spitzbogige Südportal entstand um 1470 mit einem Tympanon über dem gekehlten Mittelpfeiler und auf Kragsteinen mit von Engeln gehaltenen Wappen: Österreich, Tirol, Schottland mit Bezug auf die erste Gemahlin Herzog Siegmunds, das Gewände zeigt im Scheitel gekreuzte Birn- und Rundstäbe, Konsolen und Baldachine für die ehemaligen Gewändefiguren, welche 1805 und 1902 entfernt wurden, der äußerste rahmende Stab zeigt eine Kielbogenform mit einer Kreuzblume im Abschluss. Das Tympanonfeld zeigt zwei Reliefdarstellungen, links das Seefelder Hostienwunder, rechts die Enthauptungsszene des hl. Oswald (?), das Portal wird von reich gegliederten teils durchbrochenen Strebepfeilern flankiert, die Strebepfeiler haben in drei Geschoßen Konsolen und Baldachine. Über dem Portal befindet sich vorgeblendetes Stab- und Maßwerk mit Steinwappen von Österreich und Schottland.
Die Maßwerkfenster sind an der Nordseite und am Chor zweibahnig und an der Südseite dreibahnig. Die Südseite des Turmes zeigt die Wandmalerei hl. Christophorus und zwei betende Augustinermönche aus 1617.
Das Kircheninnere zeigt eine leicht gestaffelte dreischiffige vierjochige Halle. Das Mittelschiff zeigt ein engmaschiges Netzrippengewölbe mit dekorativen dornartigen Rippenfortsätzen aus 1465/1466. Die Reliefschlusssteine zeigen Halbfiguren hl. Oswald, Ecce Homo, Maria und Johannes Evangelist. An den sechseckigen Pfeilern sind Doppeldienste mit Blattkapitellen, darüber gibt es zwischen den Rippenansätzen Engel mit Leidenswerkzeugen auf Blattkonsolen und unter Baldachinen aus 1467 vom Bildschnitzer Gallus. An den Schildbogenwänden befinden sich am Scheitel der Spitzbogenarkaden Konsolen mit Köpfen, Tieren und Wappen. Die Seitenschiffe zeigen Springrippengewölbe auf Runddiensten, es gibt reliefierte Wappenschlusssteine, im südlichen Seitenschiff Tirol, Österreich, Schottland und Oswald Milser, im nördlichen Seitenschiff der Familien Häuser, Kneußl u. a. Der spitzbogige Triumphbogen ist gekehlt. Der zweijochige Chor ist gegenüber dem Langhaus niedriger und schließt mit einem Fünfachtelschluss, das einfache Netzrippengewölbe ruht auf Absenkern, die Rippen sind ornamental bemalt, die Schlusssteine zeigen ein Einhorn der Milser und Wappen vom Bistum Brixen und der Zisterzienser. In der Südwand des Chores befindet sich eine Sakramentsnische mit einer Schmiedeeisentüre als Kopie, das Original befindet sich im Tiroler Landesmuseum. Das Turmportal ist spitzbogig, das Sakristeiportal ist spitzbogig und profiliert.
Die Westempore und das ehemalige Refektorium wurden 1604 im Zuge der Errichtung des Augustinerklosters angebaut, das Obergeschoß ist zu den Schiffen mit Rund- und Spitzbögen geöffnet, die Empore ist mit Stern- und Netzgratgewölben unterwölbt, die Steinbrüstung zeigt Blendfelder. Das Refektorium unter der Westempore ist mit der Kirche durch ein Renaissance-Portal mit einem Supraportenfeld und Dreieckgiebel verbunden, die Netzrippengewölbe stehen auf kräftigen Wandpfeilern mit Halbsäulenvorlagen, in der Nordwestecke befindet sich ein moderner Treppenturm zur Empore.
Es gibt Wandmalereien an der Chornordseite um 1430, in einer hohen Spitzbogennische zeigen sich sieben Szenen aus der Magdalenenlegende, Fußwaschung, Noli me tangere, Himmelfahrt Maria Magdalenas, büßende Magdalena, Empfang der hl. Kommunion, Anbetungsszene in der Kirche, Tod Magdalenas sowie Heiligenfiguren in der Laibung der Nische. Im östlichen Joch Ölberg, Dornenkrönung, im westlichen Joch sechs Szenen der Oswaldlegende. Die Triumphbogenostwand zeigt seitlich den hl. Andreas mit 1400, in der südlichen Laibung hl. Franziskus, in der nördlichen Laibung hl. Christophorus, beide um 1400.
Die Schleifladenorgel mit 33 Registern und 2303 Pfeifen von Rieger Orgelbau wurde 1993 eingeweiht.